# Principat de Makran

Bandera de Makran

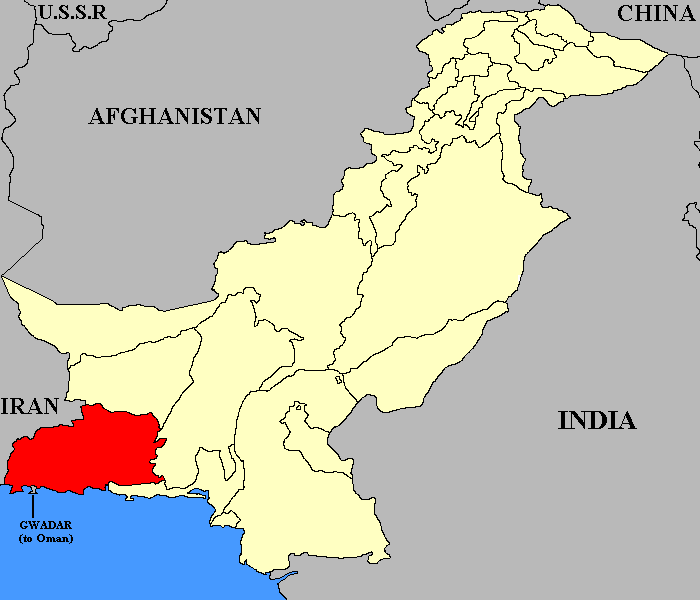
Mapa de Makran

El Principat de Makran o Makkuran fou una divisió del sud-oest del kanat de Khelat al Balutxistan esdevinguda de facto principat semiautònom el 1891 i reconegut autònom el 1922, fins a la supressió de l'estat el 1955. La superfície era de 67.300 km² i estava limitat a l'est per la divisió de Jhalawan (de Kalat) i part amb el kanat de Las Bela; a l'oest amb Pèrsia; al nord amb les muntanyes Siahan que formaven la separació amb Kharan, i al sud amb la mar d'Aràbia. La costa sota domini de Makran era d'uns 350 km. Cap a l'interior unes cadenes de muntanyes paral·leles desenvolupades d'est a oest, formant en mig estretes valls: la serralada Costera de Makran o serralada de la Costa de Makran, la serralada Central de Makran, i la serralada de Siahan. Com més lluny de la costa més altura presenten les muntanyes però sense sobrepassar els 2200 metres. En mig de les muntanyes les àrees cultivades de Kulanch, Dasht, Nigwar, Kech o Kej (amb Kolwa, Sami, Tump i Mand) i Panjgur (amb Rakhshan) a la part més propera a la costa; i Buleda, Balgattar, Parom, Gichk i Raghai, a les muntanyes centrals. Els rius principals són el Dasht i el Rakshan, secs gran part de l'any. Rius menors són el Shadi Kaur i el Basol. Els ports principals eren Gwadar (sota sobirania de Mascat), Pasni i Jiwnri. El clima a la costa era moderat, calorós però no excessiu; cap a l'interior el clima era sec però saludable si bé la calor a l'estiu era molt forta; finalment a les muntanyes més altes el clima era excessivament fred a l'hivern. Com a regió fou coneguda com a Kech-Makran per distingir-la del Makran persa. Les dues regions unides eren esmentades com Makranat. La població s'estimava el 1903 en 78.000 habitants amb 125 pobles, el principal Turbat, la capital, seguit per Gwadar, Pasni i Isai.
La població estava formada pels terratinents, els balutxis cultivadors, els artesans (darzadas, nakibs i loris considerats d'origen aborigen), els pescadors (meds o kores) i els servidors. Els sistema tribal no existia a la regió i els grups dominants (Gichkis, Nausherwanis, Bizanjaus i Mirwaris, en total unes 500 persones) exercien el domini polític efectiu i eren endogàmics, El balutxis eren agricultors molts d'ells propietaris dividits en clans (Hot, Kauhdai, Shehzada, Kalmati, i Rais). Els servidors eren en majoria d'origen balutxi. En religió la meitat eren sunnites i l'altra meitat Zikris, una secta de la que es deia que practicava suposadament l'incest i altres pràctiques de moral diferent però que van resultar ser exageracions. La llengua general era el balutxi.
El nom derivaria de mahi o maki (peix en persa) i khor (menjar). Ja Arrià parla dels habitants de la regió com els ichthyophagi (menjadors de peix). Els grecs anomenaven al país Gedròsia i hi va passar Alexandre el Gran al seu retorn de l'expedició a l'Índia el 325 aC. Va pertànyer suposadament a selèucides, parts, grecobactrians i indoescites; al segle VII estava en mans del rages hindús de Sind, quan la regió fou conquerida pels musulmans del califat Raixidun el 644. Al segle X desapareix de la història i encara que va estar en àrees d'influència dels imperis propers, no se sap qui eren els que dominaven verdaderament la zona. Hi haurien arribat els mongols al segle XIII, però el 1290 Marco Polo esmenta la regió com independent sota un cap local. Les tradicions locals parlen de tres races que van tenir el poder després del califat abbàssida: els rinds, els hots i els maliks. Aquests darrers foren seguits pels budelais que al seu torn foren expulsats pels gichkis de l'Índia.
El segle XVI i XVII hi van emigrar balutxis des de Pèrsia. El 1747 l'afganès Ahmad Shah Durrani amb l'exèrcit del difunt Nadir Shah de Pèrsia, va dominar la zona que fou incorporada a la província de Kirman; degut a disputes internes els Gichkis van caure sota domini dels kans brahuis de Kalat a finals del segle XVIII i Mir Husayn Nasir Khan I (1749-1794) va adquirir el dret a la meitat dels ingressos del país; també va estendre les seves conquestes cap a la regió occidental del Makran.
El 1862 quan s'havia de construir una línia telegràfica entre Europa i l'Índia, els britànics es van adonar de la importància de Makran i un oficial britànic fou enviat a Gwadar el 1863 i hi va restar fins al 1871; mentre Pèrsia estenia el seu poder sobre el Makran occidental i el 1879 va ser necessari establir la frontera. El coronel Goldsmid hi fou enviat. Internament el kan de Kalat disputava el poder local als Gichkis, Nausherwanis i altres fins que la situació es va arranjar el 1884 per Sir Robert Sandeman. En endavant els britànics van fer de mediadors en totes les disputes, que no foren poques. Progressivament el kan de Kalat va obtenir la totalitat dels ingressos en diversos llocs per confiscació, intercanvi i altres mesures mentre en altra va conservar la meitat però les classes dominants conservaven el dret de recaptació. El 1891 Tate de la Inspecció de l'Índia fou nomenat com a representant del kan però es va retirar el 1892 sent succeït per un hindú com a nazim del kan. El 1898 Makran es va revoltar i el nazim fou fet presoner temporalment però els rebels foren severament derrotats a Gokprosh. Llavors un brahui de nom Mehr Allah Khan fou nomenat nazim (va exercir fins a 1917). Altres disturbis el 1901 van comportar una altra expedició que va conquerir el bastió rebel de fot Nodiz. El 1904 els britànics van establir un subagent polític que era ex officio comandant del Makran Levy Corps, amb seu a Panjgur. Després d'un temps sense governant central (1917-1922) el 1922 Azam Khan, fou nomenat nawab. Va tenir per successor a Bai Khan Gikchi que va accedir al Pakistan el 1947 i va governar fins a l'annexió del país per Pakistan el 14 d'octubre de 1955.

## Administració
Fins a 1922 el nazim era el governador per compte de Kalat; el càrrec va quedar vacant el 1917 i el 1922 es va nomenar un nawab amb autonomia. El nazim estava assistit per quatre naibs residents a Tump, Kolwa, Pasm i Panjgur. Hi havia un cos local de soldats irregulars amb 79 cavallers i 81 infants; els terratinents havien d'assistir al nazim amb homes armats quan aquest ho demanava i rebien a canvi uns subsidis del kan; de fet qualsevol persona del territori l'havia d'ajudar però els altres no rebien cap subsidi. Els britànics pagaven també alguns subsidis per la vigilància de la línia de telègraf que creuava la regió (Indo-European Telegraph Line). També hi havia un cos local de reclutes sota oficials britànics amb seu a Panjgur (Makran Levy Corps) format per 300 homes amb dos oficials. Els kazis, jutges musulmans, dirimien la major part dels litigis però els importants havien de ser confirmats per l'agent polític a Kalat. Els crims de sang o crims greus eren quasi desconeguts.